# Dancin
Dancin(한국발음: 댄싱)은 2005년에 출시한 DJ 아론 스미스의 노래이다. 이 곡은 원곡보다 리믹스 버전(Krono Remix)이 더 유명하다. 가장 유명한 리믹스 버전은 Krono Remix 버전이다.

## 인터넷 상에서
2010년대 하반기 리카르도 마일로스라는 밈에 Krono Remix를 삽입시켜 유튜브에 업로드를 해서 더욱 인기를 끌었다.